# Herbert Franzoni Berla
Herbert Franzoni Berla (* 7. April 1912 in Rio de Janeiro; † 10. Februar 1985) war ein brasilianischer Ornithologe und Acarologe.

## Leben
Berla war der Sohn des Arztes Carlos Coimbra Berla und seiner Frau Maria Elisa Franzoni Berla. Motiviert durch die Jagdausflüge seines Vaters, an denen er von klein auf teilnahm, entwickelte er schon bald ein naturkundliches Interesse. Einen Teil seiner Kindheit und Jugend verbrachte er in Monte Alto, im Landesinneren des Bundesstaates São Paulo, wo seine Eltern lebten, bis sie nach Rio de Janeiro zurückkehrten.
Im Jahr 1932 schloss er die Sekundarschule Ginásio Arte e Instrução (im Stadtteil Cascadura von Rio de Janeiro) ab und leistete gleichzeitig seinen Militärdienst ab. In den folgenden Jahren verbesserte er während seines Studiums seine Kenntnisse in Englisch und Französisch. Aufgrund seines familiären Einflusses, seine Vorfahren stammten aus der Schweiz, verstand er auch ein wenig Deutsch.
Ebenfalls im Jahr 1932 begann er als freier Mitarbeiter am Museu Nacional da Universidade Federal do Rio de Janeiro (MNRJ), wo Alípio de Miranda Ribeiro (1874–1939) zu der Zeit Direktor war. Er erlernte die Techniken des Sammelns und Konservierens und spezialisierte sich vor allem auf die Präparation von Gliederfüßern. 1933 wurde Berla Mitglied bei der Sociedade Entomológica do Brasil. 1940 wurde er zum Assistenten und 1941 zum Konservator des Nationalmuseums ernannt.
Berlas erste offizielle Exkursion führte ihn im Februar und März 1940 als Assistent von João Moojen in den Westen von São Paulo (in das Gebiet Ilha Seca) und nach Mato Grosso do Sul (in die Region Salobra), wo er eine Expedition des Instituto Oswaldo Cruz begleitete.
Sein zweiter offizieller Einsatz fand in der zweiten Hälfte desselben Jahres statt, als er vom Direktor des Serviço de Estudos e Pesquisas da Febre Amarela Silvestre zur Gelbfieberforschung (SEPFA) angefragt wurde, als Ornithologe an einer Exkursion in den Norden des Bundesstaates Espírito Santo teilzunehmen.
An der zwischen August und November 1940 durchgeführten Sammlung nahmen neben Berla der US-Amerikaner Ernst G. Holt sowie die Brasilianer Olivério M. de Oliveira Pinto, Gentil Dutra und Leoberto C. Ferreira teil. Zu den besuchten Orten zählten Ibiraçu, São Domingos do Norte, Colatina, Água Boa und Santa Cruz. Im Laufe seiner Karriere als zoologischer Sammler bereiste Berla auch andere Orte im Bundesstaat Rio de Janeiro und in der südöstlichen Region im Allgemeinen.
1941 begann Berla seine Sammeltätigkeit in Pedra Branca, einem bewaldeten Hügelgebiet in der Serra do Mar. Zwischen dem 6. Januar und dem 19. Juli unternahm er seine erste und zwischen dem 15. November und dem 19. Dezember seine zweite Exkursion zu diesem Ort. Als direktes Ergebnis dieser Reisen veröffentlichte er 1944 seinen ersten Artikel Lista das aves colecionadas em Pedra Branca, município de Parati, Estado do Rio de Janeiro, com algumas notas sôbre sua biologia im Boletim do Museu Nacional do Rio de Janeiro.
Zwischen Februar und April 1942 sammelte er Vögel und Kleinsäuger am Binnensee Lagoa Santa, Minas Gerais. Von dieser Exkursion stammen etwa 200 Bälge, die in der fortlaufenden Sammlung des MNRJ hinterlegt sind. Ebenfalls 1942 wurde er als stellvertretender Naturforscher angestellt.
Zwischen dem 23. Juni 1944 und dem 25. Mai 1945 sammelte Berla auf Einladung des fischereibiologischen Dienstes Vögel in der Zona da Mata von Pernambuco. Seine Proben stammten vor allem aus Dois Irmãos, Usina São José, Engenho Pirajá und Campo Grande. Dies war seine erfolgreichste Expedition, was die Ergebnisse anbelangt, vor allem, weil die Avifauna von Pernambuco und des Nordostens Brasiliens zu der Zeit noch sehr wenig erforscht war. Insgesamt wurden bei der Expedition um die 300 Bälge zusammengetragen. Die Aufzeichnungen über das identifizierte Material und über „die beobachteten, aber nicht gesammelten Arten“ wurden 1946 in der Lista das aves colecionadas em Pernambuco, com descrição de uma subespécie n., de um alótipo fêmea e notas de campo veröffentlicht.
In dieser Arbeit erstbeschrieb Berla die nordöstliche Unterart des Zimttinamus oder Macuco, Tinamus solitarius pernambucensis sowie das erste Weibchen von Mymeciza ruficauda soror (heute Myrmoderus ruficauda soror), einer von Pinto im Jahr 1940 beschriebenen Unterart des Schwarzgesicht-Ameisenvogels, die in der nordöstlichen Mata Atlântica zwischen den Bundesstaaten Paraíba und Alagoas beheimatet ist.
Als Ergebnis dieser Studien veröffentlichte Berla 1946 die Arbeiten Alteração na posição sistemática de Pyrrhura pfrimeri Miranda Ribeiro, 1920 und A new species of the genus Todirostrum Lesson, 1831 (Passeriformes Tyrannidae). In ersterer klassifizierte er den Goiassittich (Pyrrhura pfrimeri) als Unterart des Weißohrsittichs (Pyrrhura leucotis). In der zweiten erstbeschrieb er den Dreifarben-Spateltyrann (Poecilotriccus tricolor).
Ab 1947 gelangte viel von Berlas gesammelten Material an US-amerikanische Museen, darunter nach Chicago und Los Angeles. Viele Bälge, die Berla im Lauf seiner Karriere sammelte, wurden von seiner Frau Iniah Medeiros Berla (1915–1995) präpariert, die er im Mai 1938 geheiratet hatte. Im September 1948 entdeckte Berla am Oberlauf des Río Doce eine Hybride aus Purpurtangare und Silberschnabeltangare. 1954 veröffentlichte er den Artikel Um novo Psittacidae do Nordeste Brasileiro (Aves, Psittaciformes), in dem er die Unterart Touit surda ruficauda des Gelbschwanzpapageis erstbeschrieb, die jedoch heute als Synonym für das Taxon Touit surdus chryseurus gilt.
1957 sammelte er in der Region von Raul Soares vier Exemplare des Forbesstärlings (Anumara forbesi), eine Art, die danach erst in den frühen 1980er Jahren wiederentdeckt wurde.
Ebenfalls im Jahr 1957 wurde er als Forschungsassistent beim Nationalen Forschungsrat aufgenommen und widmete seine letzten Artikel der ornithologischen Arbeit. Von 1958 bis zu seiner Pensionierung beschäftigte er sich ausschließlich mit der Acarologie, insbesondere mit Milben, die im Vogelgefieder parasitieren, und verfasste entsprechende Arbeiten.
Bis 1973 veröffentlichte er 13 Artikel über Federmilben, in denen er eine Familie, 13 Gattungen und 42 Arten erstbeschrieb. Zudem verfasste er umfassendere Neubeschreibungen von fünf Arten, die nur zuvor oberflächlich beschrieben worden waren.
In den Jahren 1965 und 1966 hielt er sich zu einer Forschungsreise in den Vereinigten Staaten auf, nachdem er ein Guggenheim-Stipendium erhalten hatte. Während dieser Zeit nutzte er die Gelegenheit, ornithologische und acarologische Sammlungen in amerikanischen Institutionen zu besuchen und zahlreiche berufliche Kontakte zu knüpfen. 1977 wurden bei ihm schwere Herzprobleme diagnostiziert.
Von 1969 bis 1980 war er Professor an der Universidade Federal do Rio de Janeiro.

## Dedikationsnamen
Nach Berla sind die Arten Paradaemonia berlai Oiticica, 1946, Dicrana herberti Machado Filho, 1957, Nephepeltia berlai Santos, 1950, Oxysarcodixia berlai Lopes, 1975 sowie Tyrannidectes berlai Mironov, 2008 benannt.